# La Baule-Dakar
Pour les articles homonymes, voir Dakar (homonymie).
La Baule-Dakar est une course à la voile qui reliait La Baule (France) à Dakar (Sénégal). Créée en 1980 elle est aussi appelée Course des Amaldies. 
C'est le catamaran Elf Aquitaine de Marc Pajot qui remporte la première édition. Lui succèdent en 1983 le Charente-Maritime de Philippe Pallu de La Barrière , puis en 1987 Lada Poch II de Loïck Peyron et en 1991 Laurent Bourgnon sur RMO.

## Création
La Baule-Dakar est une épreuve océanique ouverte aux monocoques et aux multicoques. Elle s'est courue à l'origine en équipage (1980 et 1983), puis en double (1987). La dernière édition de la course en 1991 s'est courue en solitaire.

## Parcours
Comme son nom l'indique, le départ de la course est donné dans la baie de la Baule et l'arrivée se fait à Dakar, au Sénégal. Auparavant, le port de La Baule - Le Pouliguen — soumis à la marée — étant moins adapté, les bateaux sont amarrés avant la course à l'extrémité orientale de la baie, au port de plaisance en eau profonde de Pornichet. Les concurrents ont une marque de passage aux Açores, où ils doivent passer entre les îles de Faial et Pico, une marque aux Canaries et une marque aux îles du Cap Vert

## Classement 1980
37 bateaux ont pris le départ de cette première édition.
1. Elf Aquitaine de Marc Pajot, Paul Ayasse et François Boucher[3]
2. Royale de Loïc Caradec, Philippe Facque, Jean-François Fountaine et Yann Le Coniac
3. Paul Ricard de Éric Tabarly, Éric Bourhis et Patrick Tabarly[4]
4. Olympus de Mike Birch
5. Gauloise IV d'Éric Loizeau

Abandons :
- VSD II de Philippe Poupon, Éric Duchemin et Eugène Riguidel : démâtage à 350 milles des Açores[5]

## Classement 1983
Multicoques:
1. Charente-Maritime de Philippe Pallu de La Barrière, Jean-Baptiste Le Vaillant, Leon Brillhouet, et Philippe Follenfant.
2. William Saurin d'Eugène Rigidel
3. Jet Services II de Patrick Morvan, Serge Madec et Jean Le Cam
4. Lada Poch de Loïck Peyron et Alain Gautier
5. Elf Aquitaine de Marc Pajot et Jean Maurel
6. Royale II de Loïc Caradec, Olivier Despaigne et Thierry Brault

Monocoques :
1. Kriter VIII

## Classement 1987
L'édition 1987 se court en double ; douze équipages sont au départ. Elle est marquée par la tragique disparition en mer du skipper Daniel Gilard . 
1. Lada Poch II de Loïck Peyron et Jacques Delorme en 11 j 9 h 19 min 25 s
2. Ericsson (ex-Crédit Agricole) de Bruno Peyron et Cam Lewis en 11 j 9 h 53 min 34 s
3. Elf Aquitaine II de Jean Maurel et Jean-Luc Nelias en 12 j 10 h 28 min 35 s
4. Poulain d'Olivier de Kersauson et Christophe Mahé en 13 j 15 h 58 min
5. Charente-Maritime de Jean-François Fountaine et Jean-Baptiste Le Vaillant en 14 j 6 h 27 min 36 s

Sept abandons : 
- Azurex de Henri et Jean Cormier
- Care-France de Pascal Quintin et Lalou Roucayrol
- Côte d'Or II  d'Éric et Patrick Tabarly : chavirage à 60 milles nautiques de Madère[4]
- Fujicolor de Mike Birch
- Jet-Service V de Daniel Gilard et Halvard Mabire : disparition de Daniel Gilard
- Ville d'Audrain de Woscieh Kaliski
- Laiterie du Mont Saint Michel d'Olivier Moussy et Jacques Caraës

## Classement 1991
L'édition 1991 de La Baule-Dakar se démarque des précédentes car elle se court en solitaire.
Multicoques :
1. RMO de Laurent Bourgnon en 11 j 22 h 41 min 33 s
2. Fujicolor II de Mike Birch
3. Cimaron de Jean-Luc Nélias
4. Funambule (prao) de Lalou Roucayrol

Monocoques :
1. Bagages Superior d'Alain Gautier en 10 j 18 h 4 min 15 s
2. Fleury Michon X de Philippe Poupon en 10 j 21 h 44 min 26 s
3. Looping de Giovanni Soldini en 11 j 16 h 46 min 02 s